# Arnsbach (Usa)
Der Arnsbach ist ein etwa vier Kilometer langer Bach in Neu-Anspach im Taunus und ein linker Zufluss der Usa, der im hessischen Hochtaunuskreis verläuft.

## Geographie

### Verlauf
Der Arnsbach entspringt im Forst Mühlwald am Kesselberg östlich des Usinger Stadtteils Merzhausen (noch innerhalb der Gemarkung Usingen). Danach fließt er durch den Neu-Anspacher Stadtteil Hausen-Arnsbach und mündet schließlich am nördlichen Ortseingang des Neu-Anspacher Stadtteils Westerfeld – Usinger Straße –  von links in die Usa ein.

### Zuflüsse
(Von der Quelle zur Mündung)
- Forstbach (links), 1,7 km
- Röderbach (links), 1,9 km
- Häuserbach (rechts), 3,5 km

### Flusssystem Usa
- Fließgewässer im Flusssystem Usa

### Orte
- Usingen-Merzhausen
- Neu-Anspach-Arnsbach
- Neu-Anspach-Hausen
- Neu-Anspach-Westerfeld

## Benennungen
Der Name des Flusses ist im Neu-Anspacher Stadtteil Hausen-Arnsbach enthalten.